# Терористичні акти в Мадриді (2004)

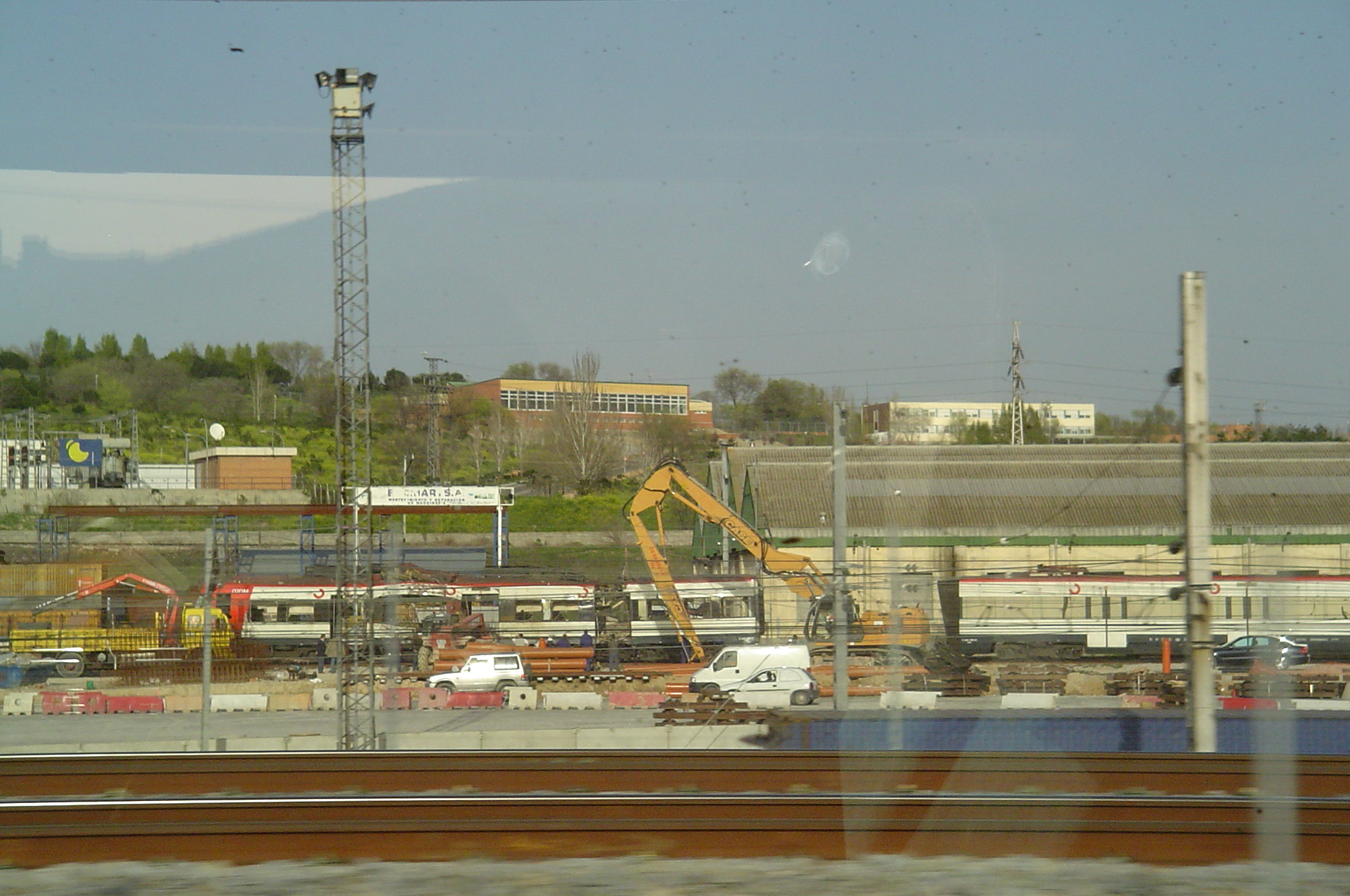
Поїзди, підірвані 11 березня 2004 року

Теракти в Мадриді 11 березня 2004 року (3/11) відбулися за три дні до парламентських виборів у Іспанії і стали найбільшими терористичними акціями в історії країни. Унаслідок вибухів чотирьох приміських електропоїздів загинула 191 людина, 2050 були поранені. Постраждалим у теракті іноземцям надали іспанське підданство.
Спочатку відповідальність за теракти поклали на організацію баскських сепаратистів ЕТА. Згодом установили причетність підпільної ісламістської організації. За даними розслідування, дата організації терактів була символічною: вибухи відбулися через 911 днів (і рівно через два з половиною роки) після терактів у США 11 вересня 2001 року (9/11).

## Постраждалі
| Громадянство             | Загиблі |
| ------------------------ | ------- |
| Іспанія                  | 142     |
| Румунія                  | 16      |
| Еквадор                  | 6       |
| Польща                   | 4       |
| Болгарія                 | 4       |
| Перу                     | 3       |
| Домініканська Республіка | 2       |
| Колумбія                 | 2       |
| Марокко                  | 2       |
| Україна                  | 2       |
| Гондурас                 | 2       |
| Сенегал                  | 1       |
| Куба                     | 1       |
| Чилі                     | 1       |
| Бразилія                 | 1       |
| Франція                  | 1       |
| Філіппіни                | 1       |
| Всього                   | 191     |